# Фалилеев, Вадим Дмитриевич
Вадим Дмитриевич Фалиле́ев (1879, село Маис, ныне Никольский район Пензенской области — 1950, Рим) — русский художник-график и живописец. 

## Биография
Из купеческой семьи. Окончил Мариинское земледельческое училище, затем, в 1899—1901 годах учился в Пензенском художественном училище, в 1902—1903 годах — в Киевской художественной школе княгини М. К. Тенишевой и в рисовальных классах Я. С. Гольдблата в Санкт-Петербурге. В 1903 году поступил в императорскую Академию художеств. С 1905 года изучал гравирование. В 1907 году перешел в класс гравюры под руководством В. В. Матэ.
Занимался офортом, ксилографией, линогравюрой, искусством силуэта. С 1906 г. участвовал в выставках объединений «Мир искусства» и «Союз русских художников». Побывал в Мюнхене, Вене, Берлине и Париже. В 1910 году получил звание художника и право на заграничное пенсионерство. С 1911 года работал в Италии, осенью 1912 года вместе с женой, Е. Н. Качурой-Фалилеевой уехал в Париж, затем снова в Италию. Побывал во Флоренции, в Венеции, Риме и на острове Капри.
В 1913 г. вернулся в Петербург, работал в области книжной графики, затем в Москве, участвовал в выставках «Мира искусства». В 1917 г. по заказу А. В. Щусева создал серию офортов и линогравюр, изображающих строительство Казанского вокзала, цикл офортов «Виды Рима», а также около 20 литографированных и 30 офортных портретов друзей и близких. Принимал участие в выставках «Мира искусства» в Петрограде и Москве. В начале 1917 в Гравюрном кабинете Румянцевского музея прошла его первая персональная выставка.
В 1918 году был приглашен профессором в Строгановское художественное училище, одновременно преподавал в женском политехникуме. В 1920—1924 гг. был деканом графического факультета ГСХМ (с 1920 года ВХУТЕМАС). Читал лекции по технике гравирования, истории и эстетики книги. Был руководителем литографской мастерской ВХУТЕМАСа. С 1923 года — заведующим Гравюрным кабинетом Румянцевского музея.
Как художник испытал влияние Ф. Валлотона. Наряду с И. Н. Павловым и А. П. Остроумовой-Лебедевой много сделал для утверждения новых приемов цветной гравюры на дереве и линолеуме, однако Фалилееву не хватало художественной самостоятельности. По определению А. М. Эфроса работы Фалилеева отличаются «высокой техничностью и пониженной художественностью».
Ретроспективное и натуралистическое течение Фалилеева противостояло новаторской школе В. А. Фаворского, который также работал во ВХУТЕМАСе.
В мае 1924 года Фалилеев с женой и дочерью эмигрировали в Швецию, в 1926 г. переехали в Берлин, в 1928 г. поселились в Риме; в Риме же он и был похоронен на кладбище Кампо Верано. Фалилеев до конца жизни участвовал в художественных выставках, работал в театре.

## Линогравюры Фалилеева

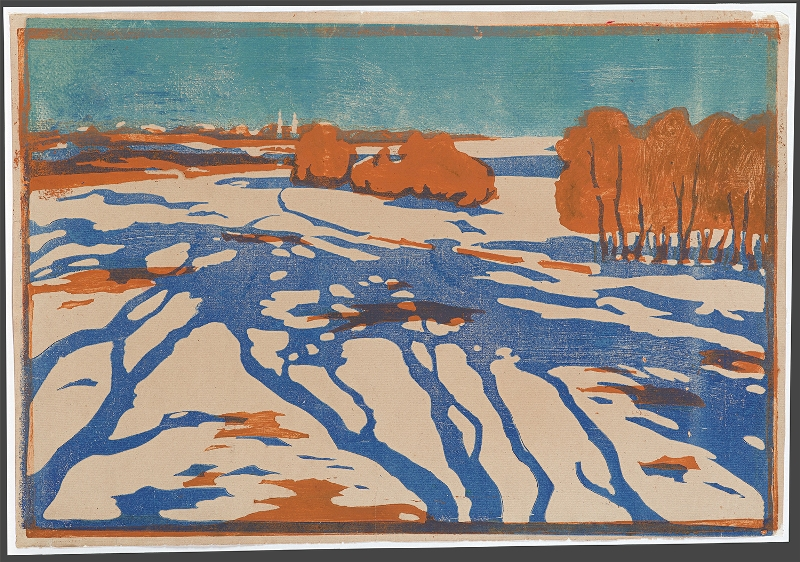
Талый снег. Долина реки Инзы, 1915
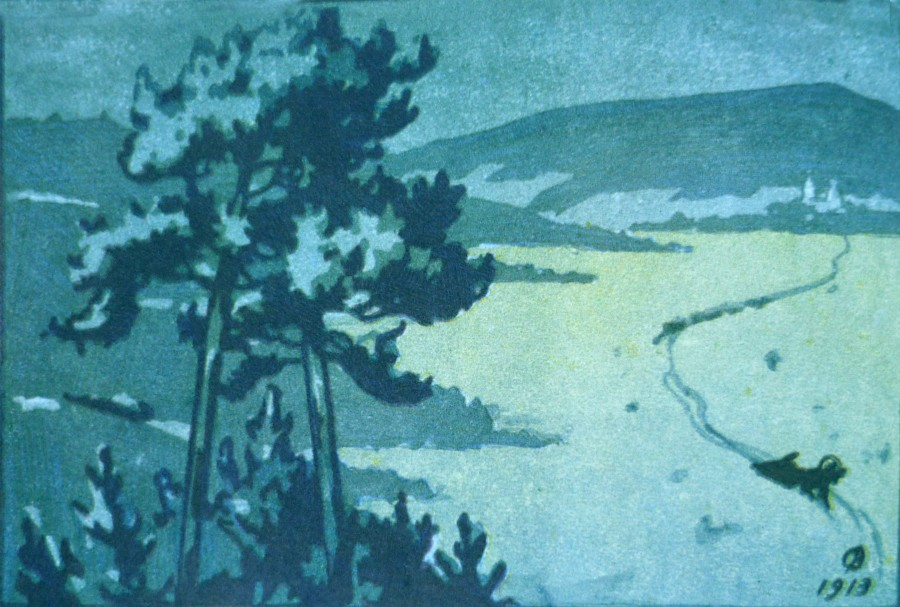
Зимняя ночь, 1913
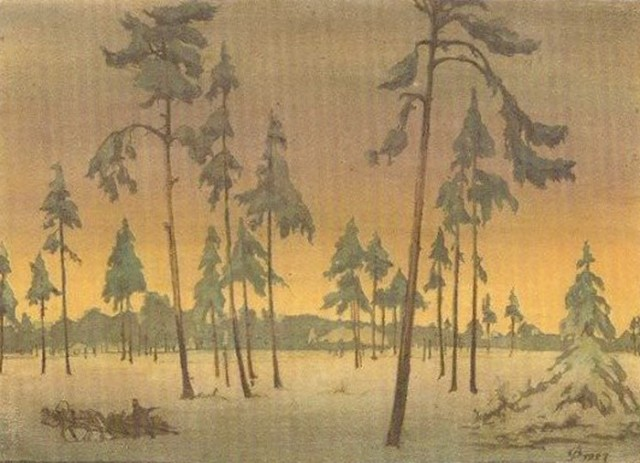
Зимний пейзаж с соснами на заходе солнца, 1927.
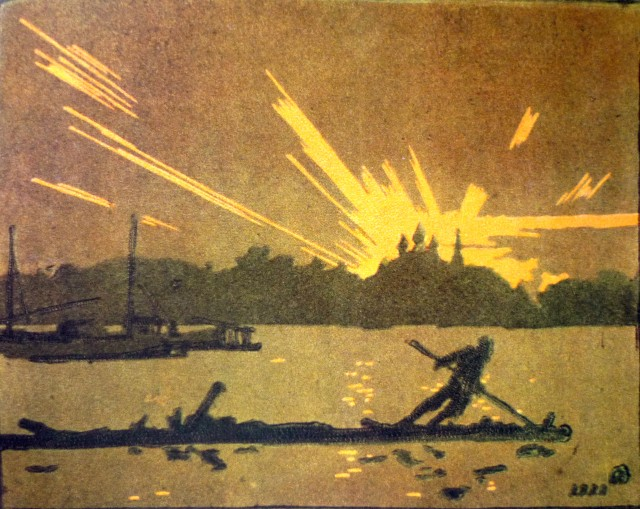
Осень на Волге, 1921
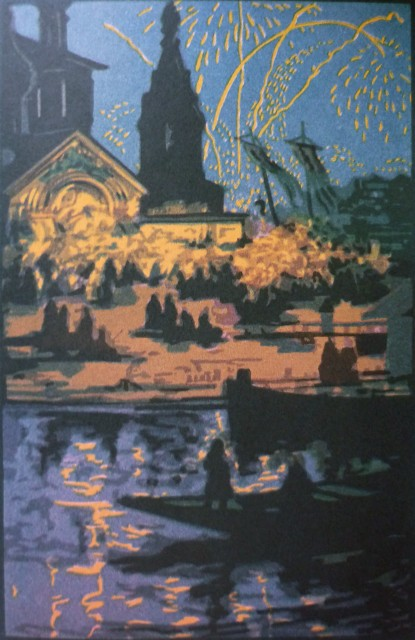
Пасхальная ночь на Волге, 1913
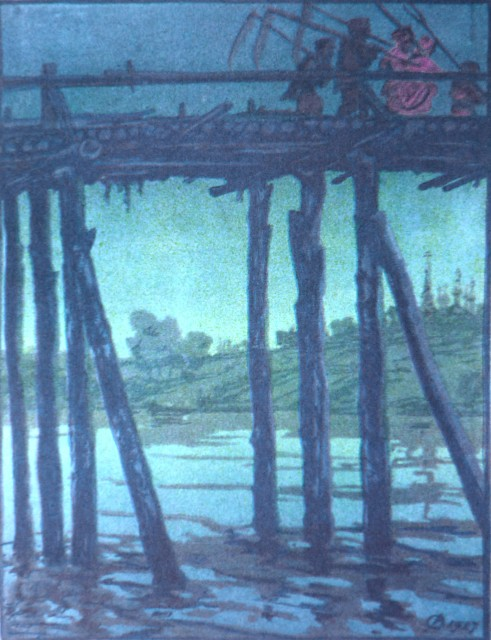
Высокий мост, 1927
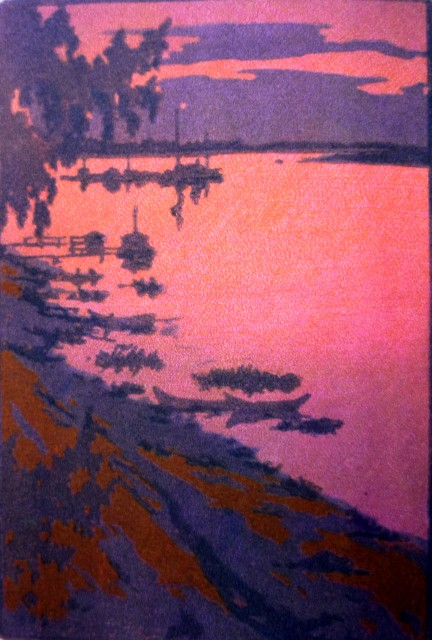
Вечер, 1909
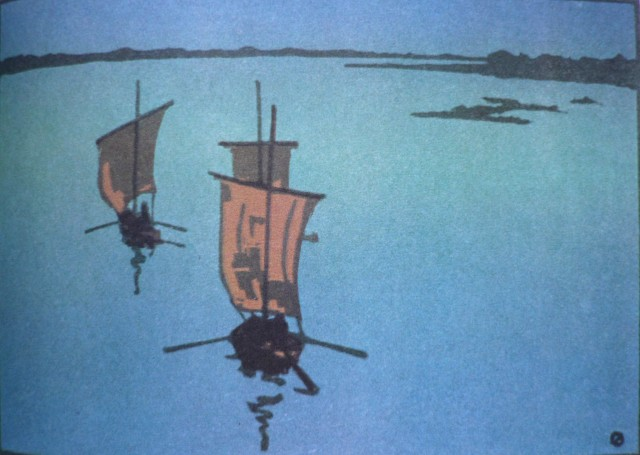
Возвращение на Шексну, 1909
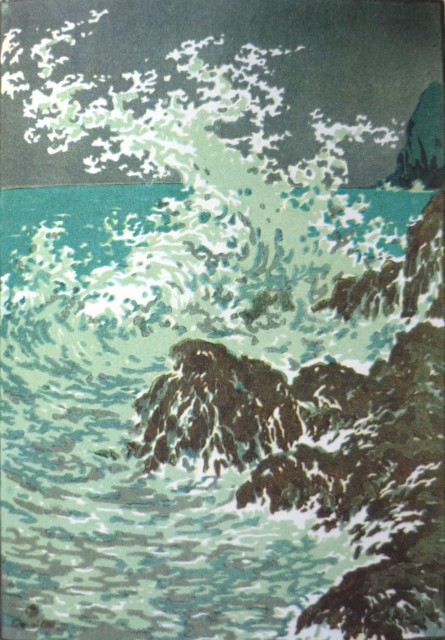
Волна. Капри, 1911
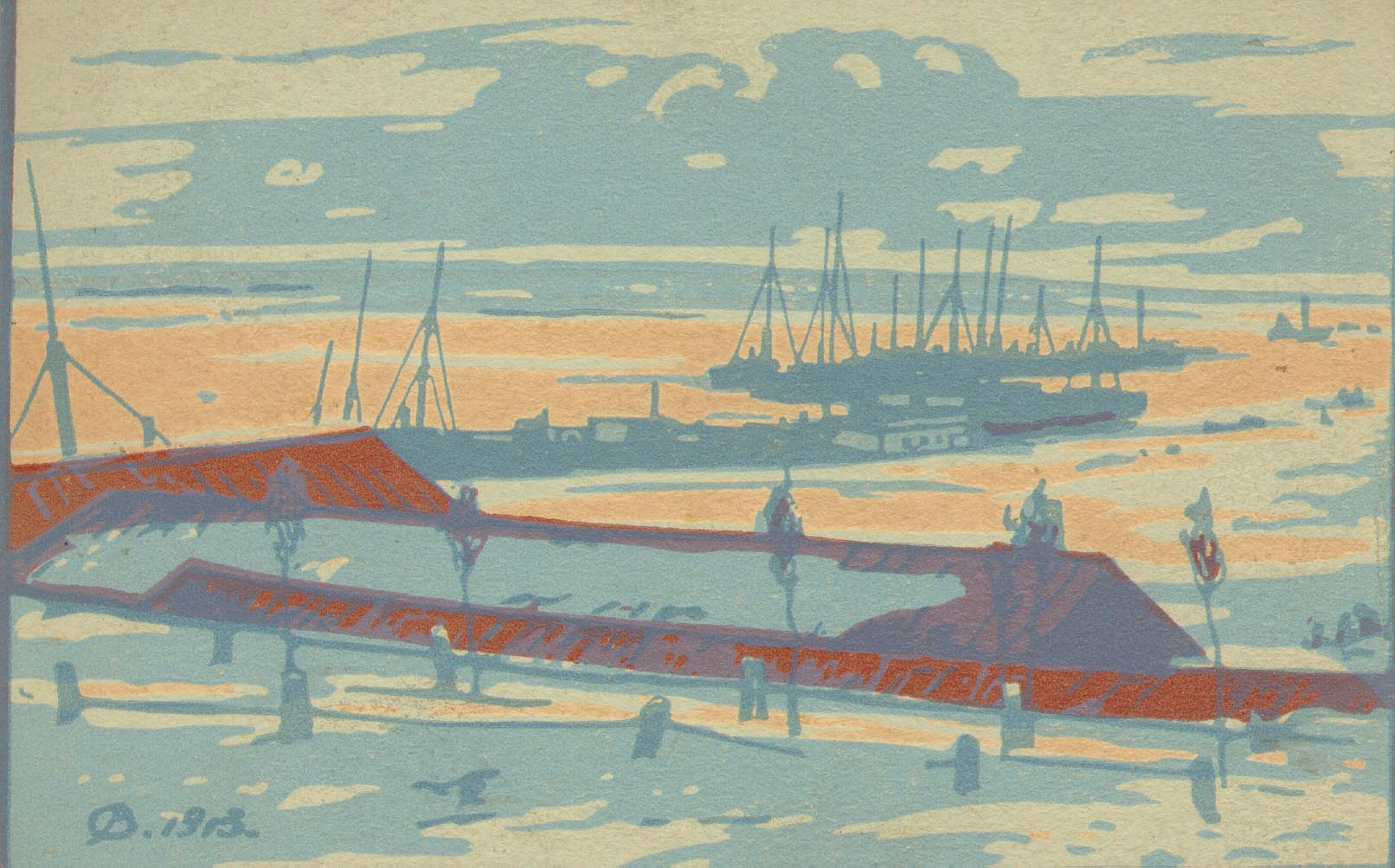
Гравюра на неизвестный сюжет.